# Église de Keljo
L'église de Keljo (en finnois : Keljon kirkko) est une église  du quartier de Keljo  à  Jyväskylä en Finlande.

## Architecture
L'église conçue par Erkki Kantonen, est construite en béton et briques blanches en 1979.
L'orgue à huit jeux  est fabriqué en 1979 par Hans Heinrich. 
Sa façade est conçue par Matti Vainio.
Le retable peint par Onni Kosonen est intitulé  Il est parmi nous.